# 西蒙·理查森
西蒙·理查森（英語：Simon Richardson，1966年11月10日—），英国男子自行车运动员。他曾代表英国参加2008年夏季残疾人奥林匹克运动会自行车比赛，获得二枚金牌和一枚银牌。